# Långstjärtad poto
Långstjärtad poto (Nyctibius aethereus) är en sydamerikansk nattaktiv fågel i familjen potoer.

## Utseende och läte
Långstjärtad poto är en stor medlem av familjen med påtagligt lång avsmalnad stjärt. Fjäderdräkten är mestadels rostbrun, med streckad undersida, en tydlig ljus skulderfläck och ett vitaktigt mustaschstreck. Sången består av ett böljande "waa-OO-uh" som vanligen hörs under nätter med månsken.

## Utbredning och systematik
Långstjärtad poto förekommer i Sydamerika från Colombia till Argentina. Den delas in i tre underarter med följande utbredning:
- Nyctibius aethereus chocoensis – förekommer lokalt i västra Colombia (Chocó)
- Nyctibius aethereus longicaudatus – förekommer från tropiska östra Ecuador till Peru och regionen Guyana
- Nyctibius aethereus aethereus – förekommer från sydöstra Paraguay till sydöstra Brasilien och nordöstra Argentina

## Levnadssätt
Långstjärtad poto hittas i fuktiga skogar. Där uppträder den i både lägre och högre skikt.

## Status och hot
Arten har ett stort utbredningsområde, men tros minska i antal, dock inte tillräckligt kraftigt för att den ska betraktas som hotad. Internationella naturvårdsunionen IUCN listar arten som livskraftig (LC).